# (11004) Stenmark
(11004) Stenmark est un astéroïde de la ceinture principale.

## Description
(11004) Stenmark est un astéroïde de la ceinture principale. Il fut découvert le 16 mars 1980 à La Silla par Claes-Ingvar Lagerkvist. Il présente une orbite caractérisée par un demi-grand axe de 3,22 UA, une excentricité de 0,16 et une inclinaison de 16,8° par rapport à l'écliptique.

## Compléments